# Szentháromság-templom (Gödöllő)
A Szentháromság-templom Gödöllő új, római katolikus temploma, melyet Beer Miklós váci megyéspüspök szentelt fel, Szecsődi Péter plébános hivatali idejében, 2007. augusztus 25-én. A  korszerű, funkciójában és méretében is minden igényt kielégítő épületegyüttes felépülése tehermentesítette a Grassalkovich kastély 250 éves, a hívek által korábban használt Nepomuki Szent János-kápolnáját. Az új épületkomplexum három egységből áll: az 1000 fő befogadására képes templom, a plébánia és a közösségi ház. Építész tervezője: Nagy Tamás, munkatársai Lévai Tamás, Bujdosó Ildikó voltak.
Címe: 2100 Gödöllő, Szent Imre utca 15.

## Galéria
- A templom délelőtti napsütésben
- A szentély 63 üveg ablakkal